# Grzegorz Sposób
Grzegorz Sposób (ur. 12 lutego 1976 w Świdniku) – polski skoczek wzwyż.

## Kariera
Do 22. roku życia nie trenował żadnej dyscypliny sportowej. Olimpijczyk z Aten (2004) – podczas eliminacji Sposobowi pękł but, powodując kontuzję nogi, przez co musiał on wycofać się z dalszej rywalizacji. Zawodnik Startu Lublin. Skok wzwyż zaczął uprawiać dopiero na studiach. Szósty zawodnik mistrzostw świata w Paryżu (2003). W superlidze Pucharu Europy zajmował 4-krotnie miejsca na podium: 2001 - 2. miejsce (2,23 m), 2002 - 3. miejsce (2,25 m), 2003 - 3. miejsce (2,27 m), 2004 - 2. miejsce (2,32 m). 5-krotny mistrz Polski na stadionie (2001-2002, 2006, 2008-2009), dwukrotny mistrz Polski w hali (2001 i 2010).

## Osiągnięcia
| Rok  | Impreza                                 | Miejsce    | Lokata            | Wynik |
| ---- | --------------------------------------- | ---------- | ----------------- | ----- |
| 2001 | Superliga pucharu Europy                | Brema      | 2. miejsce        | 2,23  |
| 2001 | Uniwersjada                             | Pekin      | 4. miejsce        | 2,26  |
| 2002 | Halowe mistrzostwa Europy               | Wiedeń     | el. – 12. miejsce | 2,22  |
| 2002 | Superliga pucharu Europy                | Annecy     | 3. miejsce        | 2,25  |
| 2002 | Mistrzostwa Europy                      | Monachium  | el. – 7. miejsce  | 2,15  |
| 2003 | Superliga pucharu Europy                | Florencja  | 3. miejsce        | 2,27  |
| 2003 | Mistrzostwa świata                      | Paryż      | 6. miejsce        | 2,29  |
| 2004 | Superliga pucharu Europy                | Bydgoszcz  | 2. miejsce        | 2,32  |
| 2004 | Igrzyska olimpijskie                    | Ateny      | el. – 20. miejsce | 2,20  |
| 2005 | Superliga pucharu Europy                | Florencja  | 5. miejsce        | 2,24  |
| 2005 | Mistrzostwa świata                      | Helsinki   | el. – 10. miejsce | 2,20  |
| 2007 | Halowe mistrzostwa Europy               | Birmingham | el. – 19. miejsce | 2,18  |
| 2008 | Superliga pucharu Europy                | Annecy     | 7. miejsce        | 2,15  |
| 2009 | Superliga drużynowych mistrzostw Europy | Leiria     | 5. miejsce        | 2,28  |
| 2009 | Mistrzostwa świata                      | Berlin     | el. – 26. miejsce | 2,20  |

## Rekordy życiowe
- skok wzwyż - 2,34 m (5 czerwca 2003, Bydgoszcz) – 5. wynik w historii polskiej lekkoatletyki[4]

Poza skokiem wzwyż Sposób startuje incydentalnie w trójskoku (rekord życiowy: 15,26 m - 2007).